# Сан-Каэтану (Мадалена)
Сан-Каэтану (порт. São Caetano) — район (фрегезия) в Португалии, входит в округ Азорские острова. Расположен на острове Пику. Является составной частью муниципалитета Мадалена. Население составляет 550 человек на 2001 год. Занимает площадь 24,36 км².
Покровителем района считается Святой Каетан (порт. São Caetano).